# NGC 7007
NGC 7007 is een elliptisch sterrenstelsel in het sterrenbeeld Indiaan. Het hemelobject werd op 8 juli 1834 ontdekt door de Britse astronoom John Herschel.

## Synoniemen
- ESO 187-48
- PGC 66069